# Нгом Ком, Даниель
Даниэль Арман Нгом Ком (фр. Daniel Armand N'Gom Kome; 19 мая 1980, Бангоу, Камерун) — камерунский футболист, бывший полузащитник, известный по выступлениям за «Нумансию», Тенерифе и сборную Камеруна. Участник Чемпионата мира 2002 года в Японии и Южной Корее. Олимпийский чемпион 2000 года.

## Клубная карьера
Нгом Ком выпускник футбольной школы клуба «Котон Спорт». В 1999 году он был замечен скаутами мадридского «Атлетико» и переехал в Испанию. За основную команду Даниэль так и не дебютировал, на протяжении сезона выступая за резерв. По окончании сезона он перешёл в команду из третьего испанского дивизиона «Леванте», но после окончания чемпионата покинул клуб. Летом 2001 году Нгом Ком перешёл в «Нумансию». В Ла Лиге он дебютировал в поединке против «Атлетик Бильбао». За клуб он провёл более 100 матчей за три сезона. Зимой 2005 года Даниэль перешёл в «Хетафе». После он без особого успеха выступал за «Мальорку», «Сьюдад де Мурсию» и «Реал Вальядолид». В 2009 году Нгом Ком завершил свою карьеру на Канарских островах в клубе «Тенерифе».

## Международная карьера
9 июля 2000 года в товарищеском матче против сборной Анголы Нгом Ком дебютировал за сборную Камеруна. В 2000 году Даниэль в составе сборной завоевал золотые медали на Олимпийских играх в Сиднее. В 2001 году он попал в заявку национальной команды на участие в Кубке конфедераций, но будучи запасным футболистом на поле так и не вышел. В 2002 году Нгом Ком выиграл Кубок Африки. На турнире он принял участие в матчах против сборной Того, Египта, Мали и Кот-д’Ивуара. В том же году он сыграл на Чемпионате мира в Японии и Южной Корее. На турнире он принял участие в поединках против Германии и Саудовской Аравии.
В 2004 году Даниэль во второй раз сыграл за национальную команду на Кубке Африки. Он сыграл во матчах против Зимбабве и Алжира. В 2006 году Нгом Ком в третий раз принял участие в Кубке африканских наций. На турнире он вышел на поле в поединках против Анголы, Того и Кот-д’Ивуара

## Достижения
Международные
 Камерун
- Олимпийские игры — 2000
- Кубок африканских наций — 2002